# Frosta och Färs häraders domsaga
Frosta och Färs häraders domsaga var mellan 1691 och 1876 en domsaga i Malmöhus län som från 1821 ingick i domkretsen för Hovrätten över Skåne och Blekinge (före 1821 Göta hovrätt).
Domsagan delades 1877 i Frosta domsaga och Färs  domsaga.

## Tingslag
- Frosta tingslag
- Färs tingslag